# Павел (Кривоногов)
Епи́скоп Павел (в миру Игорь Вениаминович Кривоногов; род. 18 июня 1970, Алапаевск, Свердловская область) — архиерей Русской православной церкви, епископ Троицкий и Южноуральский (с 2024); ранее — наместник Саввино-Сторожевского монастыря (2019—2024).
Тезоименитство — 29 июня (12 июля) (память святого апостола Павла).

## Биография
Родился 18 июня 1970 года в городе Алапаевске Свердловской области. Крещён во младенчестве.
В 1987 году окончил школу № 1 города Порхова Псковской области. В 1990 году прошёл срочную службу в рядах Вооружённых сил СССР.
В 1994 году окончил Московскую Духовную семинарию, где проходил различные общие послушания.
В 1994—2019 годах являлся насельником Свято-Троицкой Сергиевой Лавры.
13 апреля 1995 года пострижен в монашество наместником Свято-Троицкой Сергиевой Лавры архимандритом Феогностом (Гузиковым) в Троицком соборе Лавры в честь апостола Павла.
7 октября 1997 года, в Трапезном храме Троице-Сергиевой Лавры, рукоположён во иеродиакона митрополитом Крутицким и Коломенским Ювеналием (Поярковым).
В 1998 году окончил Московскую духовную академию.
17 декабря 1998 года, в храме святого мученика Иоанна Воина города Москвы, рукоположён во иеромонаха Святейшим Патриархом Московским и всея Руси Алексием II.
В 2001 году возведён в сан игумена. В 2004 года возведён в сан архимандрита.
В 2001—2019 годах был благочинным Свято-Троицкой Сергиевой Лавры.
30 августа 2019 года решением Священного синода РПЦ назначен наместником Саввино-Сторожевского ставропигиального мужского монастыря.

### Архиерейство
27 декабря 2023 года решением Священного Синода РПЦ избран епископом Троицким и Южноуральским.
14 февраля 2024 года в Тронном зале кафедрального соборного Храма Христа Спасителя в Москве наречён во епископа Троицкого и Южноуральского.
10 марта 2024 года в кафедральном соборном Храме Христа Спасителя в Москве хиротонисан во епископа Троицкого и Южноуральского. Хиротонию совершили: Патриарх Кирилл, митрополит Воскресенский Григорий (Петров), митрополит Томский и Асиновский Ростислав (Девятов), митрополит Курганский и Белозерский Даниил (Доровских), митрополит Каширский Феогност (Гузиков), митрополит Челябинский и Миасский Алексий (Орлов), архиепископ Горноалтайский и Чемальский Каллистрат (Романенко), епископ Павлово-Посадский Силуан (Вьюров), епископ Златоустовский и Саткинский Петр (Дмитриев), епископ Магнитогорский и Верхнеуральский Зосима (Балин), епископ Сергиево-Посадский и Дмитровский Кирилл (Зинковский).
12 марта 2024 года решением Священного Синода РПЦ в связи с избранием на кафедру Троицкой епархии освобождён от должности наместника Саввино-Сторожевского ставропигиального мужского монастыря с выражением ему благодарности за понесенные труды на этой должности.

## Награды
Церковные:
- Юбилейная медаль «В память 100-летия восстановления Патриаршества в Русской Православной Церкви» (2017 год).
- Орден преподобного Сергия Радонежского III степени (17 декабря 2022 года; к 25-летию со дня хиротонии)[9].